# Rudolf Hierl (Architekt)
Rudolf Hierl (* 1958 in Neumarkt in der Oberpfalz) ist ein deutscher Architekt, Stadtplaner und Hochschullehrer.

## Werdegang
Hierl studierte zunächst zwischen 1977 und 1979 Germanistik und Theaterwissenschaft an der Universität Erlangen. Anschließend begann er ein Architekturstudium an der Technischen Universität Berlin, 2025072310007668das er 1985 mit der Diplom-Hauptprüfung bei Otto Steidle abschloss. 1983 machte Hierl eine Studienreise durch die USA mit Gastbesuchen an der UCLA und der Columbia University in New York. Seine berufliche Laufbahn begann 1985 mit einer Mitarbeit im Büro Steidle + Partner, darauf folgte eine Tätigkeit in der verantwortlichen Position für den Umbau der Hauptstelle der Stadtsparkasse München bei Paolo Nestler bis 1987. 1987 eröffnete Hierl sein eigenes Architekturbüro in München. Parallel begann er mit der Arbeit an seiner Dissertation über das Neue Bauen im Berlin der 1920er-Jahre und forschte für eine Monografie über den Architekten Erwin Anton Gutkind. 1989 legte er die Dissertation vor und promovierte damit bei Heinrich Klotz und Otto Steidle an der Philipps-Universität Marburg.
Hierl wurde 1993 in den Bund Deutscher Architekten (BDA) berufen und war 2017 Mitverfasser des BDA-Beitrags „Standards im Wohnungsbau, Kontroverse zur aktuellen Rechtslage“.

### Lehrtätigkeit
1995 wurde Hierl an die Architekturfakultät der Ostbayerischen Technischen Hochschule Regensburg berufen. In den Jahren von 2007 bis 2010 war er Dekan der Architekturfakultät dieser Hochschule. Er initiierte dort das System der „Teaching Offices“ und die „Halle A Lectures“.

### Gestaltungsbeiräte und Mitgliedschaften
- seit 1993: Bund Deutscher Architekten (BDA)
- seit 1993: Deutscher Werkbund Bayern (DWB)
- seit 2007: Mitglied und Vorsitz im Gestaltungsbeirat für Freising[7]
- 2012–2016: Mitglied im Gestaltungsbeirat für Landshut
- 2017 – 2023 Mitglied im Gestaltungsbeirat Lochhausen
- 2018 – 2023 Mitglied im Gestaltungsbeirat Perlach
- seit 2020 – Mitglied im  Gestaltungsbeirat Kirchheim (Vorsitz)
- Seit 2024 Mitglied in der Stadtgestaltungskommission München

## Projekte
Hierl entwickelt für unterschiedliche Bauaufgaben spezifische und eigenständige prototypische Lösungen, so seine Beiträge für Jugendherbergen, für das Staatsarchiv Landshut, für den Neubau der Hauptverwaltung der Paulaner Brauerei und vor allem seine Beiträge zum Wohnungsbau: Wohnbau am Gebirgsjägerplatz in Salzburg, Hochhaus an der Baierbrunner Straße, Konversion des AGFA-Geländes, Künstlerateliers unter der Brücke an der Ganghoferstraße. Die Hinwendung zum Wohnungsbau und die vertiefte Befassung damit gehen auf Vorbild, Wirken und Einfluss von Otto Steidle zurück, der ihn beginnend mit der Dissertation anhaltend dazu ermunterte.

### Neues Jugendgästehaus Dachau
Das Projekt Jugendgästehaus Dachau ist vor dem Hintergrund der jüngsten deutschen Geschichte entstanden. Es wurde aus der Idee geboren, einen Ort der Begegnung und Verständigung in der Stadt Dachau zu schaffen und somit einen Beitrag zu leisten zur Auseinandersetzung mit dem verbrecherischen System des Nationalsozialismus. Projekte dieser Art waren in Tel Aviv, Auschwitz und Dachau geplant. Bestimmend für das Konzept war neben dem politischen Mandat die städtebauliche Situation. Der Standort des Jugendgästehauses befindet sich in einem überwiegend durch Einfamilienhäuser geprägten Gebiet, auf halbem Weg zwischen KZ-Gedenkstätte und historischer Altstadt. Diese Lage verlangt nach einem Konzept, welches das Besondere dieses Ortes charakterisiert. Ein Ensemble, bestehend aus Gästehaus, Raum der Stille, sowie einem Personalgebäude bildet einen definierten, landschaftlich-architektonisch ausformulierten Raum. Herzstück des Hauptgebäudes ist eine zweigeschossige Halle auf die sich alle Räume hin orientieren: die Idee der Begegnung findet so ihren direkten räumlichen Ausdruck. Korrespondenz und Gegenstück zur Halle ist der Gartenhof. Dieser wird als Außenwohnraum begriffen und ist durch Hecken, Mauern und Terrassierungen unterschiedlicher Höhe kleinräumig gegliedert. Der Raum der Stille schließlich liegt abgeschieden von der Betriebsamkeit des Hauptgebäudes; er bildet einen individuellen Bereich, schafft notwendige Rückzugsmöglichkeiten, ist der Raum der Meditation und Besinnung, transzendiert die Idee der Begegnung. Die Landschaftsarchitektur übernahm Cordula Loidl-Reisch.

### Neue Hauptverwaltung der Paulaner Brauerei München
Hierl und sein Team realisierten bei diesem Projekt ihren Vorschlag, das klassizistische Brauerei-Gebäudeteil des Altbaus von Franz Xaver Zacherl von 1822 mit seinem 1,5 Meter dicken Ziegelmauerwerk mit einem modernen Neubau zu verbinden. Der Altbau geht dabei in eine filigrane Fassadenstruktur aus weißem Sichtbeton über. Schmale Fensterbänder in regelmäßiger Anordnung nivellieren zu einem engen Takt und reduzieren die tragende Frontfläche auf das Wesentliche. Der zweigeschossige Altbau wurde in einen dreigeschossigen Neubau überführt. Dieser wurde weitgehend aus Fertigbauteilen errichtet, darunter einer tragenden Stahlbetonfassade außen. Sie besteht aus Pfeilern und einer freitragenden Systemdecke. Der Baukörper bildet ein Geviert, das den Innenhof integriert. Der Haupteingang führt in eine 6 Meter hohe Foyerhalle. Im Untergeschoss wurde ein altes Gewölbe restauriert und dient als Schauplatz für Veranstaltungen.

### Städtebauliche Entwicklung Agfa-Gelände in München
Auf dem ehemaligen Gelände des 2008 gesprengten Agfa-Hochhauses in Obergiesing entstanden als neu angelegter Weißensee Park mehrere vier- bis achtstöckige, U-förmige Hauptgruppen, von denen die mittlere an der Weißenseestraße durch Hierl und sein Büro ausgeführt wurde. Hierl setzte hier die Prämisse, dass die klassische Kleinfamilie – Vater, Mutter, Kinder – nicht mehr zeitgemäß für den gegenwärtigen Wohnungsbau sei und nahm daher vom „Prinzip des Stapelns“ von Wohnungen und einer damit einhergehenden Standardisierung Abstand. Individuelle Aspekte von Serienwohnungen wurden durch geschossweise versetzte, wohnungsbezogene, an der Außenfassade liegende Freiflächen sowie plastische Baukörpermodellierung mit feinen Farbnivellierungen der Außenfassaden herausgearbeitet. Loggien, Wintergärten und Erker wechseln sich dabei ab. Zum Innenhof hin haben die Wohnungen offene Balkone oder Balkon-Loggien.

### Neubau Staatsarchiv Landshut

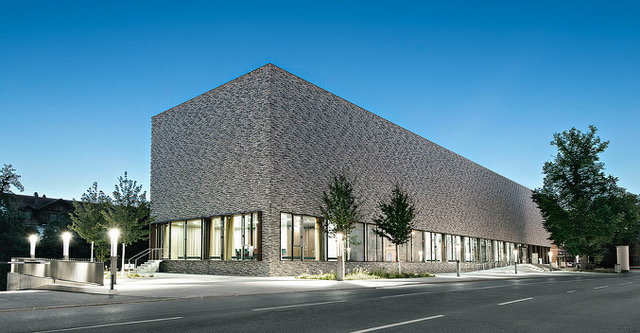
Staatsarchiv Landshut, Außenansicht

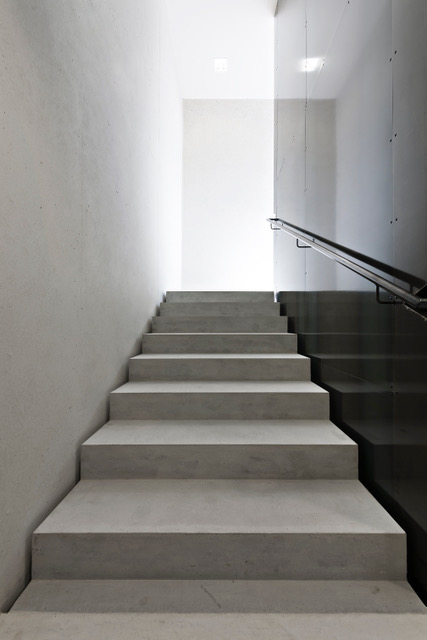
Staatsarchiv Landshut, Innenansicht

Das Projekt Staatsarchiv Landshut geht zurück auf einen Wettbewerb aus dem Jahr 1993 in dem anstelle des Nebeneinanders der Funktionen Lagern (ca. 80 %) und Verwalten (ca. 20 %) auf Basis eines städtebaulichen Konzepts eine horizontale Nutzungsmischung vorgeschlagen wurde – dieses damals innovative Organisationskonzept hat über die Jahre bis zur Planungsfortführung im Jahr 2008 auf Grund seiner konzeptionellen Stärke Gültigkeit.
An die Konditionierung der Magazinräume werden hohe Anforderungen an Hygro- und Thermostabilität gestellt, nämlich die Einhaltung von folgenden Korridoren: Luftfeuchtigkeit 45 – 45 % % (ideal 50 %), Temperatur 17° – 19 °C (ideal 18 °C) – hierfür wurde das schon im Wettbewerb vorgeschlagene zweischalige Fassadenkonstruktion umgesetzt, die ein natürliches Lüftungskonzept ermöglicht. Der Ziegel für den ein Sonderformat („Landshut gedämpft“) entwickelt worden ist knüpft an die lokale Bautradition an berichtet gleichzeitig beredt von der Nutzung: „Wie Blätter eines lose aufeinander geschichteten Papierstapels erzählen sie (die Ziegel) von der schwer vorstellbaren Menge des verwahrten Archivguts“Die uniform organisierten Geschosse werden über die Möblierung differenziert, sie sind durch den Metallcharakter der Regale gekennzeichnet, diese reichen von erdigen Bronzetönen im Untergeschoss über leichter werdende Kupfer-, Gold- und Platintöne in den Obergeschossen und ermöglichen so eine unmittelbare selbstverständliche Orientierung in den gleichförmigen Archivgeschossen. Die materialechte Verwendung der Baustoffe ist dabei durchgängig: der Stahl kommt gezundert, als Corden Stahl oder naturbelassen und gewachst zum Einsatz.

### Wohnturm an der Isar
Hierl schuf mit diesem 50 Meter hohen Turm ein Wohnhochhaus neuer Art auf dem ehemaligen Siemensgelände zwischen Obersendling und Solln als Teil eines neu entstandenen Wohnviertels. Der Baukörper erhält durch diagonal verlaufende Fenster eine gestreckte, schlanke Form. Im Gegensatz zu früheren Bauweisen wurde hier angestrebt, der äußeren Form eine wichtige Rolle zuzugestehen. Vorgesehen waren im Bebauungsplan fünfeckige Hochhäuser, was Hierl mit einem nahezu quadratischen Entwurf mit gerundeten Ecken durchbrach. Der Vorteil besteht in Lichtgewinn, da jede Wohnung mindestens zwei Seiten zum Licht besitzt. Die einzelnen Wohnungen haben unterschiedliche Formen, Größen und variable, dem Nutzungszyklus angepasste Grundrisse. Es gibt zwei, drei oder fünf Wohnungen je Etage. Brüstungen mit nur 40 cm konnten gegen bestehende Richtlinien durchgesetzt werden. Die 16 Stockwerke sind als versetzte Einzelelemente übereinandergesetzt. Hierl erklärt dazu: „Jedes Stockwerk rotiert und hat einen anderen Grundriss. Das ist konstruktiv mit einem gewissen Aufwand verbunden. So entstand erstens die Diagonale, die den Körper streckt, und das Zweite ist die Doppelhelix. Dieses sich um die eigene Achse Drehen erzeugt optisch mehr Vertikalität.“

### Wohnanlage Gmunder Höfe in Obersendling
Hier entstanden drei Bauabschnitte mit jeweils 322,124 und 79 Wohnungen, darunter 49 geförderte Wohnungen. Nach seiner Fertigstellung 2025 umfasst das Projekt insgesamt 525 Wohneinheiten inklusive zweier Kindertageseinrichtungen und einem Stadtteilcafé.
Der Entwurf knüpft an die Geschmeidigkeit der Baulinienplanung von Theodor Fischer für Sendling an und führt deren räumliches Gefüge fort. Anstelle solitärer Einzelbauten tritt eine räumliches Ensemble von zwei, beziehungsweise drei städtischen Blöcken, die an ihrem Schnittpunkt eine innere Quartiersmitte ausbilden. Die Wohnhöfe binden sich dabei in ihrer Maßstäblichkeit, Körnung und Geometrie in die Bestandsbauten östlich und westlich ein. Drei sechs- bis achtgeschossige Profil überragende Erhöhungen stärken die Quartiersmitte im  Schnittpunkt der drei Blöcke. Großzügige, zweigeschossige Durchgänge öffnen sich von hier in die unterschiedlichen Höfe und korrespondieren mit den Durchgängen in das weitere Quartier. Dabei wird präzise unterschieden zwischen hellen steinernen Straßenräumen und grünen Innenhöfen.
Der Entwurf schließt nicht nur städtebaulich, sondern auch architektonisch an den baulichen Bestand an: aus dem profilgleichen Anschluss an das bestehende Satteldach des Eckgebäudes an der Gmunder Straße wird die Geometrie der Dachlandschaft entwickelt innerhalb derer ein spannungsvolles räumliches Wohngefüge entsteht – Maisonetten mit bis zu 6,50 m Raumhöhe und Obergadenbefensterung bereichern das Spektrum des Wohnungsbaus mit ungewöhnlichen Zuschnitten im Grundriss und im Aufriss.

### Urbanes Leben am Papierbach in Landsberg am Lech
Der Entwurf für Baufeld 3 mit ca. 60 Wohnungen, einer Kindertagesstätte und einer Gastronomieeinheit greift die Leitidee der Urbanität auf und interpretiert sie durch Nutzungsmischung, Vermeidung ausschließlich funktionaler Raumdefinitionen, Flexibilität und Variabilität über den gesamten Nutzungszyklus, horizontale Schichtung und Materialauthentizität in der architektonischen Erscheinung.
Die gewünschte Vielfalt städtischen Wohnens wird durch eine offene Grundrissstruktur abgebildet: Die Grundrisse sind um einen tragenden und aussteifenden Kern sowie eine tragende Fassade organisiert. Dadurch ergeben sich unterschiedliche Wohnungstypen und eine größtmögliche sozialräumliche Vielfalt. Die Gastronomie orientiert sich entsprechend der Auslobung zum Lechbogen und verfügt über einen großzügigen Freibereich nach Süden. Der gut proportionierte Gastraum wird über einen seitlichen Vorraum mit den Nebenräumen erschlossen. Die Erschließung der Küche, die nördlich der Gastronomie angeordnet ist und von dort gut angeliefert werden kann, erfolgt im rückwärtigen Bereich. Der Nutzungskonflikt mit den darüber liegenden Wohnungen wird wie folgt gelöst: Zum einen sind dort eher unempfindliche Nutzungen (Kleinwohnungen, Homeoffices) angeordnet bzw. bei Familienwohnungen nur Wohn- und keine Schlafräume. Zum anderen sind die wohnungsbezogenen Freiräume dort ausschließlich als Loggien ausgebildet, um eine direkte Konfrontation zu vermeiden und eine wirksame Pufferschicht zu bilden.
Urbane Architektur zeichnet sich durch Materialechtheit aus und generiert dadurch eine hohe Authentizität in geschichtlicher Kontinuität. Vor dem Hintergrund einer zunehmend komplizierteren Bautechnologie, die separat optimierte Bauteile schichtenweise kombiniert und eine dementsprechende Entsorgungsproblematik mit sich bringt kommt hier eine monolithische Wandkonstruktion aus
perlitegefüllten Ziegelmauerwerk zur Ausführung.

### Geförderter Wohnungsbau in Fürth, Würzburger Straße
Für Fürth konzipierten Hierl Architekten 2017 in einem ersten Bauabschnitt Merkmale des Städtebaus und dessen großzügige Räumlichkeit. Entworfen wurden differenzierte Architekturen mit eigenständiger Identität. Hierl erkannte die zunehmend problematischer werdende Baupolitik, die schichtenweise Kombination mit separat optimierten Bauteilen kombiniert, was kosten- und zeitintensive Bauprozesse mit einer zusätzlich hohen Entsorgungsproblematik verbindet. Dieser Entwicklung wird in diesem Projekt mit einem Konzept des einfachen Bauens entgegengewirkt, das erlaubt, die Bauzeit erheblich zu reduzieren. Der zweite Bauabschnitt umfasst 61 Wohnungen mit insgesamt 4.500 m² Wohnfläche.

### Wohnungsbau Pasing Patio – Wohnen mit grünen Zimmern
Das Baufeld liegt an zentraler Stelle im Neubaugebiet Paul-Gerhardt-Allee und bildet das Rückgrat des gesamten Quartiers. Der Querbau wird als Brückenbau ausgebildet und eröffnet dadurch einen einheitlichen ganzen Hof, quasi beiläufig entsteht so eine Sala Terrena als hochwertig und vielfältig bespielbarer Mittelpunkt des Gevierts.
Präzise positionierte Hochpunkte stellen Bezüge zu den angrenzenden Baufeldern und Freiflächen her.
Bauliche Verdichtung verlangt die Antwort der damit verbundenen Freiflächenversorgung auch auf der Ebene des Gebäudeentwurfs. Die Anforderung von großzügig dimensionierten, den Wohnungen direkt zugewiesenen privaten Freiflächen ist hier in dem Konzept „Grünes Zimmer“ umgesetzt in dem jeder Wohnung ein ganzjährig benutzbarer geschützter vorgestellter Freiraum zur Verfügung gestellt wird. Dieser Freiraum ist vielfältig benutzbar – ob Außenwohn- oder -schlafraum oder Freispielraum für Kinder. Die Verbindung von notwendiger Schallschutzmaßnahme mit geforderten zusätzlichen Freiflächen führt zu einer besonderen Qualität der Wohnungen. Die Häuser von ca. 23 - 25 m Länge
und 13 - 16 m Tiefe mit innenliegendem Kern und tragender Fassade ermöglichen ein differenziertes und variables Wohngefüge mit einer Vielzahl an Qualitätsmerkmalen.
Die besondere Rolle im Quartier fordert die Formulierung einer Hofgemeinschaft heraus. Der Freiraum unter dem Quergebäude und die darüber liegende Dachterrasse bilden den sozialräumlichen Mittelpunkt der Hofgemeinschaft: ein geschützter Bereich im Erdgeschoss und eine großzügige Freifläche auf der Dachterrasse des Querbaus bieten Raum für kleinräumige Aktivitäten (Fitness, Tischtennis) in einem wettergeschützten Raum bis zu großen gemeinschaftlichen Veranstaltungen auf der Dachterrasse.

### Weitere Projekte (Auswahl)
- 1992: Haus in Hebertshausen (mit A. Waimer)
- Wohnungsbau an der Freisinger Landstraße in München[36][37]
- Hochhaus an der Baierbrunner Straße in München[38]
- Wohnen für Familien am Mühlbach[39] identisch mit Wohnungsbau an der Freisinger Landstraße
- Wohngebäude am Arnulfpark in München[40]
- 2005: Grundschule Theresienhöhe in München (mit Ingenieur Bernhard Behringer)[41]
- Wohnungsbau in München (Wohngemeinschaft Demenz)[42]
- Modehaus Benetton in München[43][44]
- Jugendherberge in Possenhofen[45][46]
- Wohnbauten am Alexisweg in Neuperlach WA 2, SO, WA6 (Objektplanung für Riegler Riewe Architekten)[47]
- Reihenhäuser in Moosach[48]

## Büro- zu Wohnraumumwandlung
Rudolf Hierl analysierte mit Coautoren die Potenziale und Herausforderungen bei der Umwandlung leerstehender Bürogebäude zu Wohnraum in deutschen Städten. Im Auftrag des BDA entstand so 2025 eine qualitative Machbarkeitsstudie, in der sie die Möglichkeiten solcher Umnutzungen aus verschiedenen Perspektiven untersuchten, darunter baurechtliche, chronologische, typologische, technische, wirtschaftliche sowie Erschließungsaspekte und Grundrissvarianten. Als Ergebnis wurden die Rahmenbedingungen, Möglichkeiten und Grenzen bei der Umwandlung von Büroflächen in Wohnraum geliefert. Die Studie zeigt auf, dass solche Umnutzungen ein bedeutendes Potenzial zur Linderung des Wohnraummangels in deutschen Großstädten bieten, jedoch auch mit erheblichen technischen und wirtschaftlichen Herausforderungen verbunden sind. Um dieses Potenzial auszuschöpfen, sind innovative Konzepte und eine enge Zusammenarbeit zwischen Politik, Stadtplanung und Immobilienwirtschaft erforderlich.

## Wettbewerbe
Hierl gewann zahlreiche Architekturwettbewerbe mit Erstplatzierungen, darunter:
- Neubau eines Gebäudeensembles im businessPARK in Regensburg[51]
- AGFA Gelände in München[52]
- Theresienhöhe WA 2 in München, Grundschule Theresienhöhe München und Fassadengestaltung des Stadtteilzentrums Nordheide in Milbertshofen[53]
- Realisierungswettbewerb für das Staatsarchiv Landshut[54]
- Erweiterung der Fachhochschule München[55]

## Auszeichnungen
- 1999: Sonderpreis zum Gestaltungspreis der Stadt Dachau für das Jugendgästehaus in Dachau

## Schriften
- Erwin Gutkind 1886–1968. Architektur als Stadtraumkunst. Birkhäuser, Basel u. a. 1992, ISBN 3-7643-2689-1.

Fachartikel
- Kontinuum Stadt und spezieller Ort. (Interview mit Andreas Meck) In: Florian Aicher u. a. (Hrsg.): Im Gespräch. Bauen in Bayern. Zum 25jährigen Bestehen der Bayerischen Architektenkammer. Callwey, München 1996, ISBN 3-7667-1246-2, S. 139–146.
- Kosten- und qualitätsbewusstes Bauen. In: Christian Schittich (Hrsg.): Im DETAIL. Kosteneffizientes Bauen. Ökonomische Konzepte, Wirtschaftliche Konstruktionen. Edition Detail, Birkhäuser, München 2007, ISBN 978-3-7643-8413-5.
- Stadtraum und Fassade. In: DETAIL, Zeitschrift für Architektur + Baudetail (ISSN 0011-9571), Serie 1990/4, S. 352–356

Presseartikel
- Warum werden leer stehende Bürohäuser nicht in Wohngebäude umgebaut? Aus Büros werden Wohnungen. „Das Potenzial ist insgesamt riesig“. In: Süddeutsche Zeitung vom 25. März 2025.